# Rheae
I nandù (Rheae Forbes, 1884) sono un sottordine degli Struthioniformes che comprende una sola famiglia,  i Reidi (Rheidae), con 2 generi, 2 specie e 8 sottospecie.
Allo stato fossile si conoscono altri 2 generi monospecifici. La famiglia Opistodattilidi (Opisthodactylidae),  conosciuta solo allo stato fossile, comprende altri 2 generi e 2 specie ma spesso è inclusa nella famiglia Rheidae.

## Descrizione
Si tratta dei più grandi uccelli dell'America Latina non capaci di volare.
La struttura fisica è composta da un corpo forte e zampe massicce causate dalla vita terrestre. Il piumaggio è grigio o bruno con dei riflessi chiari. Il nandù pesa 20–25 kg ed è alto circa 135 cm. Non vi sono caratteristiche differenti che contraddistinguono i due sessi della specie.
Nonostante il nandù non sia in grado di volare, possiede delle ali piuttosto ampie. Queste possono essere aperte ed utilizzate per allontanare eventuali predatori.

## Distribuzione e habitat
Questo uccello vive nelle praterie del Brasile meridionale e della Patagonia.
Nel 2018 è stato segnalato che da tre coppie di nandù fuggite qualche anno prima da un allevamento vicino a Lubecca (Germania settentrionale) si è originata una popolazione selvatica di 566 nandù (secondo il conteggio del Ministero dell’Agricoltura) che ha raggiunto il Meclemburgo e in particolare l'area protetta di Schaalsee, suscitando la protesta dei coltivatori che lamentano la distruzione delle coltivazioni di cereali.